# Песента на пътя
„Песента на пътя“ (на бенгалски: পথের পাঁচালী) е индийски драматичен филм от 1955 година на режисьора Сатяджит Рей по негов собствен сценарий.
Сюжетът, базиран на едноименния роман на Бибхутибхушан Бандопадхай, разказва за живота на дете от бедно семейство в бенгалската провинция. Главните роли се изпълняват от Субир Бенерджи, Каруна Банерджи, Кану Банерджи. Това е дебютният филм на режисьора и стилистиката му е силно повлияна от италианския неореализъм. По-късно Рей снима още два филма със същия главен герой - „Непобеденият“ („অপরাজিত Ôporajito“, 1956) и „Светът на Апу“ („অপুর সংসার“, 1959).
„Песента на пътя“ става първият индийски филм, придобил по-широка международна известност. Той получава две награди на фестивала в Кан и е номиниран за награда на БАФТА за най-добър филм.
|  | Тази страница частично или изцяло представлява превод на страницата Pather Panchali в Уикипедия на английски. Оригиналният текст, както и този превод, са защитени от Лиценза „Криейтив Комънс – Признание – Споделяне на споделеното“, а за съдържание, създадено преди юни 2009 година – от Лиценза за свободна документация на ГНУ. Прегледайте историята на редакциите на оригиналната страница, както и на преводната страница, за да видите списъка на съавторите. ВАЖНО: Този шаблон се отнася единствено до авторските права върху съдържанието на статията. Добавянето му не отменя изискването да се посочват конкретни източници на твърденията, които да бъдат благонадеждни. |